# Tarik Ergin
Tarik Ergin (* 7. Juni 1961 in Hingham, Massachusetts) ist ein US-amerikanischer Schauspieler.

## Leben
Ergin wurde 1961 in Hingham, Massachusetts geboren, er ist türkischer Abstammung. Seine umfangreichste Rolle hatte er ab 1995 in der Fernsehserie Star Trek: Raumschiff Voyager, in der er in 120 der 172 Folgen der Serie auftrat. In fast allen war er als Lieutenant Junior Grade Ayala zu sehen, daneben auch in drei Folgen als Satan’s Robot, eine Figur des Captain-Proton-Holodeckprogramms.
Vor seinen Rollen in Voyager spielte er einen namenlosen Lieutenant im siebten Star-Trek-Kinofilm Star Trek: Treffen der Generationen sowie Nebenrollen in der Serie Foxy Fantasies sowie den Filmen Improper Conduct und Rebecca M. – Intrigen der Lust. Auch lieh er seine Stimme einer Nebenfigur im Videospiel Star Trek: Borg. In Star Trek: Enterprise diente er für das Motion Capture der Insektioden-Xindi.
Ergin arbeitet heute als Trainer des Lacrosse Varsity Team der Oak Park High School in Ventura County.

## Filmografie (Auswahl)

### Filme
- 1994: Improper Conduct
- 1994: Star Trek: Treffen der Generationen (Star Trek Generations)
- 1994: Rebecca M. – Intrigen der Lust (Indecent Behavior II)

### Serien
- 1994: Foxy Fantasies (Red Shoe Diaries, 2 Folgen)
- 1995–2001: Star Trek: Raumschiff Voyager (Star Trek: Voyager, 120 Folgen, verschiedene Rollen)

### Videospiele
- 1996: Star Trek: Borg